# RM12413
RM12413 — хімічно пекулярна зоря спектрального класу
B5 й має видиму зоряну величину в смузі V приблизно 12,9.

## Пекулярний хімічний вміст
RM12413 належить до Хімічно пекулярних зір з пониженим вмістом гелію 
й в її  зоряній атмосфері спостерігається нестача He у порівнянні з його вмістом в атмосфері Сонця.